# زهور مكسورة
زهور مكسورة (بالإنجليزية: Broken Blossoms) هو فيلم صامت دراما أمريكي إنتاج عام 1919، من إخراج ديفيد غريفيث وبطولة ليليان غيش، ريتشارد بارثلميس ودونالد كريسب. أختير في عام 1996، للاحتفاظ به داخل السجل الوطني للأفلام بالولايات المتحدة الأمريكية.

## روابط خارجية
- الأزهار المتكسرة على موقع IMDb (الإنجليزية)
- الأزهار المتكسرة على موقع روتن توميتوز (الإنجليزية)
- الأزهار المتكسرة على موقع نتفليكس (الإنجليزية)
- الأزهار المتكسرة على موقع ألو سيني (الفرنسية)
- الأزهار المتكسرة على موقع Turner Classic Movies (الإنجليزية)
- الأزهار المتكسرة على موقع أول موفي (الإنجليزية)
- الأزهار المتكسرة على موقع فيلمافينيتي (الإسبانية)
- الأزهار المتكسرة على موقع قاعدة بيانات الأفلام السويدية (السويدية)
- الأزهار المتكسرة على موقع قاعدة بيانات الفيلم (الإنجليزية)
- الأزهار المتكسرة على موقع ليتربوكسد (الإنجليزية)